# Different Waters
Different Waters is het debuut studioalbum van de Belgische zangeres en rapster Coely. Het album werd uitgebracht op 17 maart 2017 onder het label Universal. Op het album staan radiosingles Don't Care en Celebrate. Het album piekte in de Ultratop 200 Albums op plaats 8. Het album werd genomineerd voor twee MIA's in de categorieën artwork en beste album. Op de Red Bull Elektropedia Awards won Coely wel een award voor haar album, die voor Beste Artwork, ook wel de Marc Meulemans Award genoemd.

## Awards en nominaties
| Jaar | Award                        | Categorie     | Resultaat   |
| ---- | ---------------------------- | ------------- | ----------- |
| 2017 | MIA's                        | Beste Album   | Genomineerd |
| 2017 | MIA's                        | Beste Artwork | Genomineerd |
| 2017 | Red Bull Elektropedia Awards | Beste Album   | Genomineerd |
| 2017 | Red Bull Elektropedia Awards | Beste Artwork | Gewonnen    |

## Tracklist
1. Different Waters (feat. Yann Gaudeuille)
2. My Tomorrow (feat. Yann Gaudeuille)
3. Danger Danger 2.0 (feat. Kojey Radical & Zulu)
4. Elysée
5. Don't Care (feat.DVTCH NORRIS)
6. Can't Get Away (feat. Polar Youth)
7. No Way
8. Wake Up Call
9. Blu Mood
10. On My Own
11. The Rise (feat. DVTCH NORRIS & Yann Gaudeuille)
12. Celebrate
13. Ain't Chasing Pavements